# Bridge (Suffolk)
Bridge is een wijk in Ipswich, een stad in het Engelse graafschap Suffolk. In 2001 telde de wijk 7226 inwoners.